# Fletxa Valona 1939
La Fletxa Valona 1939, 4a edició de la Fletxa Valona, es va disputar el 18 de juny de 1939, entre Mons i Rocourt, sobre un recorregut de 260 kilòmetres. El vencedor fou el belga Edmond Delathouwer, que s'imposà amb gairebé un minut d'avantatge sobre un duet perseguidor en l'arribada a Rocourt. El neerlandès Hubert Sijen i el belga Albert Perike completaren el podi.

## Classificació final
|    | Ciclista                 | Equip              | Temps      |
| -- | ------------------------ | ------------------ | ---------- |
| 1  | Edmond Delathouwer (BEL) | Leducq-Mercier     | 7h 14' 00" |
| 2  | Hubert Sijen (NED)       |                    | + 55"      |
| 3  | Albert Perikel (BEL)     | Faber              | + 55"      |
| 4  | Albertin Disseaux (BEL)  | Helyett-Hutchinson | + 1' 00"   |
| 5  | Edgard De Caluwe (BEL)   | Dilecta-Wolber     | + 1' 00"   |
| 6  | Camille Michielsen (BEL) | Lapebie            | + 1' 00"   |
| 7  | Médard Barbe (BEL)       |                    | + 1' 00"   |
| 8  | Constant Lauwers (BEL)   |                    | + 1' 00"   |
| 9  | Albert Beirnaert (BEL)   | Alcyon             | + 1' 00"   |
| 10 | Camille Beeckman (BEL)   | Helyett-Hutchinson | + 1' 00"   |